# Nuwara Eliya (stad)
Nuwara Eliya (Singalees: Nuvara Ĕliya; Tamil: நுவரேலியா, Nuvarĕliyā) is een stad in de Sri Lankaanse Centrale Provincie en de hoofdstad van het gelijknamige district. De stad is gelegen in het centrum van Sri Lanka, aan de voet van de hoogste berg van het land, de Pidurutalagala.
De stad werd in de 19e eeuw gesticht door Samuel Baker tijdens de Britse koloniale periode. Toch deed de plaats voorheen al dienst als ontmoetingsplaats voor Singalese reizigers.

## Geboren
- Bob Tisdall (1907-2004), atleet